# Pyrostria pseudocommersonii
Pyrostria pseudocommersonii är en måreväxtart som beskrevs av Alberto Judice Leote Cavaco. Pyrostria pseudocommersonii ingår i släktet Pyrostria och familjen måreväxter.
Artens utbredningsområde är Madagaskar. Inga underarter finns listade i Catalogue of Life.